# William Griffiths
William „Bill“ Salterlee Griffiths (* 26. Juni 1922 in Abergavenny; † 27. Oktober 2010 ebenda) war ein walisischer Hockeyspieler, der 1948 mit der britischen Nationalmannschaft Olympiazweiter war.

## Sportliche Karriere
Griffiths war im Zweiten Weltkrieg als Ausbilder in Südafrika. Nach seiner Rückkehr setzte er sein Medizinstudium an der University of Wales fort. Daneben spielte der Stürmer für den Newport Athletic Hockey Club.
1947 debütierte er in der walisischen Nationalmannschaft. 1948 spielte der Strafeckenspezialist bei den Olympischen Spielen in London in der britischen Nationalmannschaft. Die Briten gewannen ihre Vorrundengruppe mit 19:0 Toren und besiegten im Halbfinale die Mannschaft Pakistans mit 2:0. Im Finale unterlagen sie der indischen Mannschaft mit 0:4.
Insgesamt absolvierte Griffiths von 1947 bis 1956 32 Länderspiele für Wales und 8 Länderspiele für das Vereinigte Königreich, davon 5 bei den Olympischen Spielen 1948. 1950 wechselte er zum Abergavenny Hockey Club, dessen Vorsitzender er vierzig Jahre lang war.